# David Vuillemin
Pour les articles homonymes, voir Vuillemin.
David Vuillemin, né le 18 octobre 1977 à Berre-l'Étang, est un pilote de motocross français.
Débutant en mini vert, il croise déjà sur les pistes Stéphane Roncada et Sébastien Tortelli. Il gravit peu à peu les échelons du cross français, et remporte sa première victoire en championnat de France lors du Supercross de Metz en 1994.
Il fait ses débuts en championnat du monde dès l'année suivante. La même année, il remporte une première manche lors du supercross de Paris-Bercy. 
En 1996, il débute aux États-Unis, lors de quelques épreuves du championnat US 125 Cote Ouest. Il remporte ses premiers titres avec des titres de champion de France et d'Europe de Supercross. L'année se termine par une première victoire au général à Bercy, en 125 cm3.
L'année 1997 débute par une première victoire sur le sol américain à Seattle. Il confirme ses deux titres en supercross tout en devenant un acteur majeur sur le circuit mondial en motocross. Comme l'année précédente, il termine l'année par une victoire en 125 cm3 à Bercy. 
En 1998, il enchaine de nouveau compétitions sur le sol américain, avec un titre vice-champion de supercross US 125 Cote Ouest, et sur le circuit mondial, finissant vice-champion du monde en 125 cm3. L'année se termine par une victoire lors du Supercross du Stade de France en 250 cm3.
L'année 1999 marque son passage à la catégorie supérieure, 250 cm3. Il débute de nouveau aux États-Unis, dans la catégorie reine: 250 cm3. Puis, il enchaine par le championnat du monde, finissant finalement 3e du championnat, avec plusieurs Grands Prix remportés dont le GP d'Europe en France. Puis en fin d'année, il confirme la victoire de l'année précédente au Stade de France, avant d'être nommé « Roi de Bercy » en remportant le Supercross 250 cm3.
Il décide alors de faire le grand saut et de franchir l'atlantique. Il intègre le team officiel Yamaha US et dispute les championnats américains de SX (Supercross), remportant au passage 4 victoires (San Diego, Phoenix, Minneapolis et la Nouvelle-Orléans), ce qui le propulse vice-champion SX, et le championnat de motocross avec deux victoires (Sacramento et Mount Morris). En fin de saison, il remporte comme l'année précédente les deux titres à Bercy et au Stade de France.
La saison suivante, il dispute de nouveaux les championnats américains. Puis, il remporte le motocross des nations à Namur en Belgique, avec Luigi Séguy et Yves Demaria comme coéquipiers. Il termine de nouveau sa saison en remportant les épreuves de Bercy et du Stade France. 
En 2002, il termine à nouveau Vice-Champion SX 250 aux États-Unis, il menait le championnat avant de devoir se faire opérer l'épaule. 
L'année suivante est de nouveau marquée par une blessure aux vertèbres.
Il continue jusqu'en 2008 aux Etats-Unis, officiel Yamaha jusqu'en 2005 puis les dernières années dans un team privé sur Honda puis Suzuki.
Sa dernière saison est 2009, en championnat du Monde MX1, sur Kawasaki, il termine à la 13è place.
David se reconvertit dans le coaching, il est notamment derrière le succès de Dylan Ferrandis en 2021 (champion de motocross AMA 2021).
En 2022, il entraine Dylan Ferrandis, Marvin Musquin et Colt Nichols.
En 2024, il lance sa chaîne de Podcast “DV Talks SX"  pour apporter son analyse des courses de Supercross. Le podcast continue par la suite avec l'analyse des courses AMA outdoor, sous le nom de "DV Talks moto".

## Palmarès
- Vice Champion du Monde 125 cm3 1998 (4 victoires de manche, 4 de GP)
- 3e du Championnat du Monde motocross 250 cm3 1999 (6 victoires de manche, 2 GP)
- Vice-Champion du monde SX 250 en 2000
- Vice-Champion AMA SX 250 en 2000 et 2002 (7 victoires de SX AMA durant sa carrière)
- Vice-Champion AMA SX 125 cote Ouest en 1998
- Vainqueur du motocross des nations en 2001
- Vainqueur du Supercross de Paris Bercy 250 cm3 en 1999, 2000, 2001 et 2003
- Vainqueur du Supercross de Paris Bercy 125 cm3 en 1996 et 1997
- Vainqueur du Supercross du stade de France en 1998, 1999, 2000, 2001